# NHKみんなのうた 55 アニバーサリー・ベスト 〜ともだちみつけた〜
『NHKみんなのうた 55 アニバーサリー・ベスト 〜ともだちみつけた〜』（エヌエイチケーみんなのうた ごじゅうご アニバーサリー・ベスト ともだちみつけた）は、2016年4月27日に発売された、NHKの音楽番組『みんなのうた』の放送開始55周年記念ベスト・アルバムのシリーズ。

## 概要
- 本作は、ビクターエンタテインメントから発売された。
- 規格商品番号は、VICG-60848。
- ジャケット写真の色は、ピンク。
- ジャケット写真の楽曲映像のアートワークは、以下の通り。
  - 2009年8月・9月放送「かつおぶしだよ人生は」
  - 2010年2月・3月放送「ありがとう」
  - 2012年2月・3月放送「てんとうむし」
  - 2012年4月・5月放送「おしりの山はエベレスト」
  - 2013年8月・9月放送「少年と魔法のロボット」

## 収録曲
- 1.ぼくのプルー / 岩崎宏美
- 2.雪のわすれもの / 大竹しのぶ
- 3.悲しきマングース / 田中星児
- 4.地球の仲間 / トランザム
- 5.は・じ・め・て / 小泉今日子
- 6.ジャングル・ダンス / 荻野目洋子
- 7.たのしいさんすう / 田中星児、少年少女合唱団みずうみ
- 8.卒業前 〜10日で100の出来事〜 / 清水綾子
- 9.雪うさぎ / チェリッシュ
- 10.出逢えるっていいね / 高橋由美子
- 11.アイ ラブ トーフ / 小金沢昇司
- 12.ともだちみつけた / 石川ひとみ
- 13.おつかれさん / BEGIN
- 14.王様のたからもの / サクラメリーメン
- 15.かつおぶしだよ人生は / 加藤清史郎&アンクル☆させ
- 16.ありがとう / レミオロメン
- 17.もういいかい / 石川さゆり
- 18.エレファン / 手嶌葵
- 19.てんとうむし / ワタナベフラワー
- 20.おしりの山はエベレスト / おしりかじり虫
- 21.少年と魔法のロボット / 40mP feat.GUMI
- 22.回れトロイカ / 竹内力とバンバンバザール
- 23.スパークだ! / クレイジーケンバンド
- 24.ぎんなん楽団カルテット / 高橋克実とチャラン・ポ・ランタン
- 25.OK食堂 / ガッツ石松&ポカスカジャン